# Circonscription électorale de Hyōgo
La circonscription électorale de Hyōgo (兵庫県選挙区, Hyōgo-ken senkyo-ku) est une subdivision électorale de la Chambre des conseillers du Japon, représentant la préfecture de Hyōgo. Six conseillers y sont élus selon la méthode du vote unique non transférable.

## Conseillers
| Série 1                           | Série 1                           | Série 1                                  | Série 1                               | Série 1                         | Série 1                                  | Élection                          | Série 2                          | Série 2                              | Série 2                         | Série 2                         | Série 2                         | Série 2                         |
| 1er (1947 : 1er, mandat de 6 ans) | 1er (1947 : 1er, mandat de 6 ans) | 2e (1947 : 2e, mandat de 6 ans)          | 2e (1947 : 2e, mandat de 6 ans)       | 3e (1947 : 3e, mandat de 6 ans) | 3e (1947 : 3e, mandat de 6 ans)          | Élection                          | 1er (1947 : 4e, mandat de 3 ans) | 1er (1947 : 4e, mandat de 3 ans)     | 2e (1947 : 5e, mandat de 3 ans) | 2e (1947 : 5e, mandat de 3 ans) | 3e (1947 : 6e, mandat de 3 ans) | 3e (1947 : 6e, mandat de 3 ans) |
| --------------------------------- | --------------------------------- | ---------------------------------------- | ------------------------------------- | ------------------------------- | ---------------------------------------- | --------------------------------- | -------------------------------- | ------------------------------------ | ------------------------------- | ------------------------------- | ------------------------------- | ------------------------------- |
|                                   | Chūjirō Haraguchi (ja) (PSJ)      |                                          | Kōkichi Yagi (ja) (Ind.)              |                                 | Shinji Fujimori (ja) (Club démocratique) | 1947                              |                                  | Masao Akagi (ja) (Club démocratique) |                                 | Masagorō Taguchi (ja) (PD)      |                                 | Tetsuo Kobata (ja) (PD)         |
|                                   | Chūjirō Haraguchi (ja) (PSJ)      | Siège vacant (27 mai 1947 - 2 juin 1949) |                                       |                                 | Shinji Fujimori (ja) (Club démocratique) | 1947                              |                                  | Masao Akagi (ja) (Club démocratique) |                                 | Masagorō Taguchi (ja) (PD)      |                                 | Tetsuo Kobata (ja) (PD)         |
|                                   | Chūjirō Haraguchi (ja) (PSJ)      | Shigemi Yokoo (ja) (PDL)                 | 1949,                                 |                                 | Shinji Fujimori (ja) (Club démocratique) |                                   |                                  | Masao Akagi (ja) (Club démocratique) |                                 | Masagorō Taguchi (ja) (PD)      |                                 | Tetsuo Kobata (ja) (PD)         |
|                                   | Shin'ichi Okazaki (ja) (PDL)      | Shigemi Yokoo (ja) (PDL)                 | 1950,                                 |                                 | Shinji Fujimori (ja) (Club démocratique) |                                   |                                  | Masao Akagi (ja) (Club démocratique) |                                 | Masagorō Taguchi (ja) (PD)      |                                 | Tetsuo Kobata (ja) (PD)         |
| 1950                              | Shin'ichi Okazaki (ja) (PDL)      | Shigemi Yokoo (ja) (PDL)                 |                                       | Seiichi Matsuura (ja) (PSJ)     | Shinji Fujimori (ja) (Club démocratique) |                                   | Katsumi Yamagata (ja) (PL)       |                                      | Masao Akagi (Ryokufūkai)        |                                 |                                 |                                 |
|                                   | Shin'ichi Okazaki (PL)            |                                          | Kenjin Matsuzawa (ja) (PSJ de droite) | Seiichi Matsuura (ja) (PSJ)     |                                          | Giichi Kawai (ja) (PSJ de gauche) | Katsumi Yamagata (ja) (PL)       | 1953                                 | Masao Akagi (Ryokufūkai)        |                                 |                                 |                                 |
| 1956                              | Shin'ichi Okazaki (PL)            |                                          | Kenjin Matsuzawa (ja) (PSJ de droite) | Ichirō Narita (ja) (PLD)        |                                          | Giichi Kawai (ja) (PSJ de gauche) | Seiichi Matsuura (PSJ)           |                                      | Bunmon Nakano (ja) (PLD)        |                                 |                                 |                                 |
|                                   | Shin'ichi Okazaki (PLD)           |                                          | Gentarō Aota (ja) (PLD)               | Ichirō Narita (ja) (PLD)        |                                          | Kenjin Matsuzawa (PSJ)            | Seiichi Matsuura (PSJ)           | 1959                                 | Bunmon Nakano (ja) (PLD)        |                                 |                                 |                                 |
| ,1959                             | Shin'ichi Okazaki (PLD)           | Sachio Kishida (ja) (PLD)                | Gentarō Aota (ja) (PLD)               |                                 |                                          | Kenjin Matsuzawa (PSJ)            | Seiichi Matsuura (PSJ)           |                                      | Bunmon Nakano (ja) (PLD)        |                                 |                                 |                                 |
| 1962                              | Shin'ichi Okazaki (PLD)           |                                          | Gentarō Aota (ja) (PLD)               | Yoshio Sano (ja) (PSJ)          |                                          | Kenjin Matsuzawa (PSJ)            | Sachio Kishida (PLD)             |                                      | Bunmon Nakano (ja) (PLD)        |                                 |                                 |                                 |
|                                   | Kenjin Matsuzawa (PSJ)            |                                          | Itoko Nakazawa (ja) (PDS)             | Yoshio Sano (ja) (PSJ)          |                                          | Gentarō Aota (PLD)                | Sachio Kishida (PLD)             | 1965                                 | Bunmon Nakano (ja) (PLD)        |                                 |                                 |                                 |
| 1968                              | Kenjin Matsuzawa (PSJ)            |                                          | Itoko Nakazawa (ja) (PDS)             | Tōru Asai (ja) (Kōmeitō)        |                                          | Gentarō Aota (PLD)                | Yoshio Sano (PSJ)                |                                      | Yukako Hagiwara (ja) (PDS)      |                                 |                                 |                                 |
|                                   | Motohiko Kanai (ja) (PLD)         |                                          | Mamoru Kotani (ja) (PSJ)              | Tōru Asai (ja) (Kōmeitō)        |                                          | Itoko Nakazawa (PDS)              | Yoshio Sano (PSJ)                | 1971                                 | Yukako Hagiwara (ja) (PDS)      |                                 |                                 |                                 |
| ,1972                             | Motohiko Kanai (ja) (PLD)         |                                          | Mamoru Kotani (ja) (PSJ)              | Tōru Asai (ja) (Kōmeitō)        | Ichirō Nakanishi (ja) (PLD)              | Itoko Nakazawa (PDS)              |                                  |                                      | Yukako Hagiwara (ja) (PDS)      |                                 |                                 |                                 |
| 1974                              | Motohiko Kanai (ja) (PLD)         |                                          | Mamoru Kotani (ja) (PSJ)              | Ichirō Nakanishi (PLD)          |                                          | Itoko Nakazawa (PDS)              | Hideo Yahara (ja) (Kōmeitō)      |                                      | Hiroko Yasutake (ja) (PCJ)      |                                 |                                 |                                 |
|                                   | Motohiko Kanai (ja) (PLD)         | Michiko Watanabe (ja) (Kōmeitō)          |                                       | Ichirō Nakanishi (PLD)          | Mamoru Kotani (PSJ)                      | 1977                              | Hideo Yahara (ja) (Kōmeitō)      |                                      | Hiroko Yasutake (ja) (PCJ)      |                                 |                                 |                                 |
| 1980                              | Motohiko Kanai (ja) (PLD)         | Michiko Watanabe (ja) (Kōmeitō)          |                                       | Ichirō Nakanishi (PLD)          | Mamoru Kotani (PSJ)                      | Shōji Motooka (ja) (PSJ)          |                                  |                                      | Hiroko Yasutake (ja) (PCJ)      |                                 |                                 |                                 |
|                                   | Hideo Yahara (Kōmeitō)            |                                          | Eiko Nukiyama (ja) (PDS)              | Ichirō Nakanishi (PLD)          |                                          | Shōji Motooka (ja) (PSJ)          | Ichiji Ishii (ja) (PLD)          | 1983                                 | Hiroko Yasutake (ja) (PCJ)      |                                 |                                 |                                 |
| 1986                              | Hideo Yahara (Kōmeitō)            |                                          | Eiko Nukiyama (ja) (PDS)              | Ichirō Nakanishi (PLD)          | Kōjin Katakami (ja) (Kōmeitō)            | Shōji Motooka (ja) (PSJ)          | Ichiji Ishii (ja) (PLD)          |                                      |                                 |                                 |                                 |                                 |
|                                   | Yasuo Nishino (ja) (PSJ)          |                                          | Ichiji Ishii (PLD)                    | Ichirō Nakanishi (PLD)          | Kōjin Katakami (ja) (Kōmeitō)            | Shōji Motooka (ja) (PSJ)          |                                  | Hideo Yahara (Kōmeitō)               | 1989                            |                                 |                                 |                                 |
| 1992                              | Yasuo Nishino (ja) (PSJ)          | Saburō Kōmoto (ja) (PLD)                 | Ichiji Ishii (PLD)                    |                                 | Kōjin Katakami (ja) (Kōmeitō)            | Shōji Motooka (ja) (PSJ)          |                                  | Hideo Yahara (Kōmeitō)               |                                 |                                 |                                 |                                 |
|                                   | Ichiji Ishii (Shinshintō)         | Saburō Kōmoto (ja) (PLD)                 | Yoshitada Kōnoike (PLD)               | –                               | –                                        | Shōji Motooka (ja) (PSJ)          | 1995                             |                                      |                                 |                                 |                                 |                                 |
| ,1996                             | Ichiji Ishii (Shinshintō)         | Chōji Ashio (ja) (divers)                | Yoshitada Kōnoike (PLD)               | –                               | –                                        | Shōji Motooka (ja) (PSJ)          |                                  |                                      |                                 |                                 |                                 |                                 |
| 1998                              | Ichiji Ishii (Shinshintō)         |                                          | Yoshitada Kōnoike (PLD)               | –                               | –                                        | Shōji Motooka (PDJ)               |                                  | Tatsumi Ōsawa (ja) (PCJ)             | –                               | –                               |                                 |                                 |
|                                   | Yoshitada Kōnoike (PLD)           |                                          | Yasuhiro Tsuji (ja) (PDJ)             | –                               | –                                        | Shōji Motooka (PDJ)               | 2001                             | Tatsumi Ōsawa (ja) (PCJ)             | –                               | –                               |                                 |                                 |
| 2004                              | Yoshitada Kōnoike (PLD)           | Shun'ichi Mizuoka (ja) (PDJ)             | Yasuhiro Tsuji (ja) (PDJ)             | –                               | –                                        |                                   | Shinsuke Suematsu (PLD)          |                                      | –                               | –                               |                                 |                                 |
|                                   | Yasuhiro Tsuji (PDJ)              | Shun'ichi Mizuoka (ja) (PDJ)             |                                       | –                               | –                                        | Yoshitada Kōnoike (PLD)           | Shinsuke Suematsu (PLD)          | 2007                                 | –                               | –                               |                                 |                                 |
| 2010                              | Yasuhiro Tsuji (PDJ)              |                                          | Shinsuke Suematsu (PLD)               | –                               | –                                        | Yoshitada Kōnoike (PLD)           |                                  | Shun'ichi Mizuoka (PDJ)              | –                               | –                               |                                 |                                 |
|                                   | Yoshitada Kōnoike (PLD)           |                                          | Shinsuke Suematsu (PLD)               | –                               | –                                        | Takayuki Shimizu (ja) (ARJ)       | 2013                             | Shun'ichi Mizuoka (PDJ)              | –                               | –                               |                                 |                                 |
| 2016                              | Yoshitada Kōnoike (PLD)           |                                          | Shinsuke Suematsu (PLD)               | –                               | –                                        | Takayuki Shimizu (ja) (ARJ)       | Takae Itō (Kōmeitō)              |                                      | Daisuke Katayama (ja) (Ishin)   |                                 |                                 |                                 |
|                                   | Takayuki Shimizu (Ishin)          |                                          | Shinsuke Suematsu (PLD)               | Mitsuo Takahashi (ja) (Kōmeitō) |                                          | Hiroyuki Kada (ja) (PLD)          | Takae Itō (Kōmeitō)              | 2019                                 | Daisuke Katayama (ja) (Ishin)   |                                 |                                 |                                 |
| 2022                              | Takayuki Shimizu (Ishin)          |                                          | Daisuke Katayama (Ishin)              | Mitsuo Takahashi (ja) (Kōmeitō) |                                          | Hiroyuki Kada (ja) (PLD)          | Shinsuke Suematsu (PLD)          |                                      | Takae Itō (Kōmeitō)             |                                 |                                 |                                 |
|                                   | Fusaho Izumi (ja) (Ind.)          | 2025                                     | Daisuke Katayama (Ishin)              | Mitsuo Takahashi (ja) (Kōmeitō) |                                          | Hiroyuki Kada (ja) (PLD)          | Shinsuke Suematsu (PLD)          |                                      | Takae Itō (Kōmeitō)             |                                 |                                 |                                 |